# فياد (اسم)
فياد هو اسم علم مذكر من أصل عربي، ومعناه هو المتبختر المتمايل، ذكر البوم.

## وصلات خارجية
- موسوعة السلطان قابوس لأسماء العرب نسخة محفوظة 5 أبريل 2019 على موقع واي باك مشين.